# كيربي ويلسون
كيربي ويلسون (بالإنجليزية: Kirby Wilson)‏ هو لاعب كرة القدم الكندية أمريكي، ولد في 24 أغسطس 1961 في لوس أنجلوس في الولايات المتحدة.